# Liercourt
Liercourt est une commune française située dans le département de la Somme en région Hauts-de-France.
Depuis juillet 2020, la commune fait partie du parc naturel régional Baie de Somme - Picardie maritime.

## Géographie

### Localisation
Liercourt est un village picard du Vimeu, limitrophe du Ponthieu.
À vol d'oiseau, la localité est située à 7 km au nord-ouest de Longpré-les-Corps-Saints, 8 km au sud-ouest de Ailly-le-Haut-Clocher, 9 km au sud-est d'Abbeville, 9 km au nord-ouest d'Airaines et à 33 km au nord-ouest d'Amiens.
Le territoire de la commune est limitrophe de ceux de six communes.
Les communes limitrophes sont Bailleul, Érondelle, Fontaine-sur-Somme, Hallencourt, Pont-Remy et Sorel-en-Vimeu.

### Hydrographie

#### Réseau hydrographique
La commune est située dans le bassin Artois-Picardie. Elle est drainée par le marais.

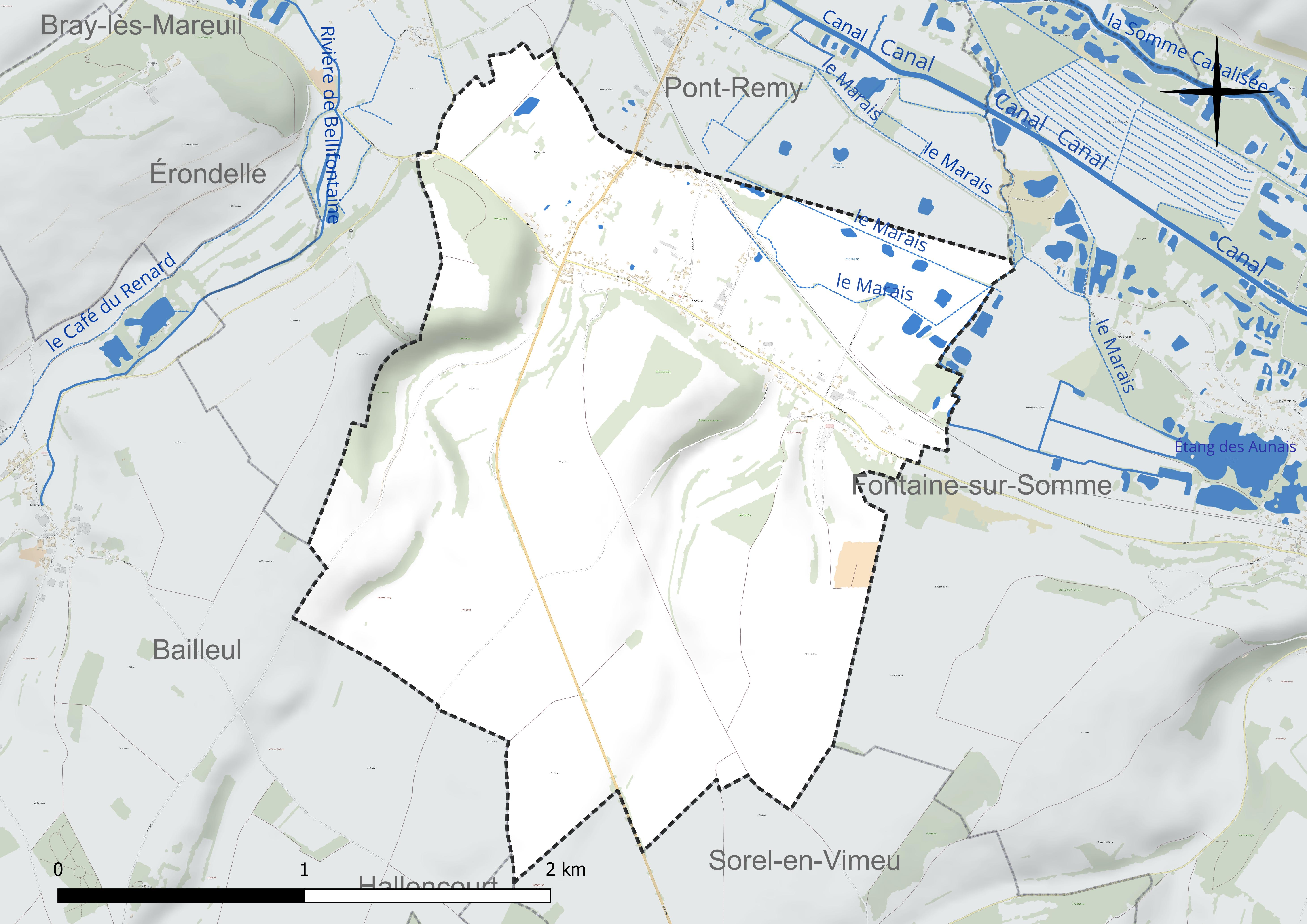
Réseau hydrographique de Liercourt.

#### Gestion et qualité des eaux
Le territoire communal est couvert par le schéma d'aménagement et de gestion des eaux (SAGE) « Somme aval et Cours d'eau côtiers ». Ce document de planification concerne un territoire de 1 835 km2 de superficie, délimité par le bassin versant de la Somme canalisée. Le périmètre a été arrêté le 29 avril 2010 et le SAGE proprement dit a été approuvé le 6 août 2019. La structure porteuse de l'élaboration et de la mise en œuvre est le syndicat mixte d'aménagement hydraulique du bassin versant de la Somme (AMEVA).
La qualité des cours d'eau peut être consultée sur un site dédié géré par les agences de l'eau et l'Agence française pour la biodiversité.

### Climat
Pour des articles plus généraux, voir Climat des Hauts-de-France et Climat de la Somme.
En 2010, le climat de la commune est de type climat océanique altéré, selon une étude du CNRS s'appuyant sur une série de données couvrant la période 1971-2000. En 2020, Météo-France publie une typologie des climats de la France métropolitaine dans laquelle la commune est exposée à un climat océanique et est dans la région climatique Côtes de la Manche orientale, caractérisée par un faible ensoleillement (1 550 h/an) ; forte humidité de l'air (plus de 20 h/jour avec humidité relative > 80 % en hiver), vents forts fréquents.
Pour la période 1971-2000, la température annuelle moyenne est de 10,2 °C, avec une amplitude thermique annuelle de 12,3 °C. Le cumul annuel moyen de précipitations est de 746 mm, avec 12,3 jours de précipitations en janvier et 8,1 jours en juillet. Pour la période 1991-2020, la température moyenne annuelle observée sur la station météorologique la plus proche, située sur la commune d'Abbeville à 9 km à vol d'oiseau, est de 11,0 °C et le cumul annuel moyen de précipitations est de 806,2 mm,. Pour l'avenir, les paramètres climatiques de la commune estimés pour 2050 selon différents scénarios d'émission de gaz à effet de serre sont consultables sur un site dédié publié par Météo-France en novembre 2022.

## Urbanisme

### Typologie
Au 1er janvier 2024, Liercourt est catégorisée commune rurale à habitat dispersé, selon la nouvelle grille communale de densité à sept niveaux définie par l'Insee en 2022.
Elle est située hors unité urbaine. Par ailleurs la commune fait partie de l'aire d'attraction d'Amiens, dont elle est une commune de la couronne,. Cette aire, qui regroupe 369 communes, est catégorisée dans les aires de 200 000 à moins de 700 000 habitants,.

### Occupation des sols
L'occupation des sols de la commune, telle qu'elle ressort de la base de données européenne d'occupation biophysique des sols Corine Land Cover (CLC), est marquée par l'importance des territoires agricoles (89,6 % en 2018), une proportion identique à celle de 1990 (89,6 %). La répartition détaillée en 2018 est la suivante : 
terres arables (61,6 %), zones agricoles hétérogènes (21,3 %), forêts (10,4 %), prairies (6,7 %). L'évolution de l'occupation des sols de la commune et de ses infrastructures peut être observée sur les différentes représentations cartographiques du territoire : la carte de Cassini (XVIIIe siècle), la carte d'état-major (1820-1866) et les cartes ou photos aériennes de l'IGN pour la période actuelle (1950 à aujourd'hui).

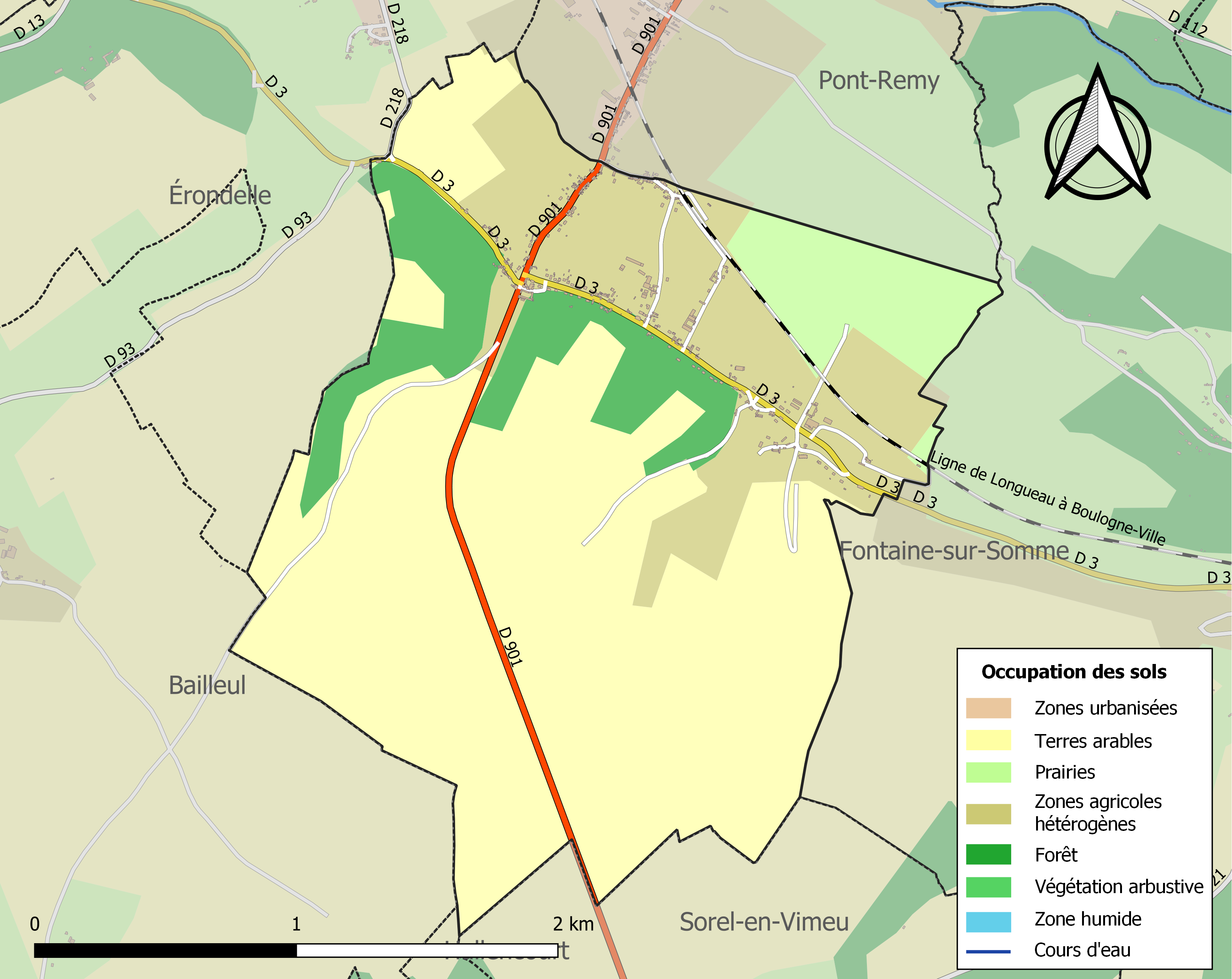
Carte des infrastructures et de l'occupation des sols de la commune en 2018 (CLC).

### Voies de communication et transports
La commune est implantée  au croisement de l'axe nord-sud reliant Pont-Remy à Sorel-en-Vimeu par la route départementale RD 901 et de l'axe est-ouest reliant Huppy et Fontaine-sur-Somme.

## Toponymie
Le nom de la localité est attesté sous les formes Liarcort en 1110 ; Aiarcurt en 1137 ; Liarcourt en 1206 ; Liurcourt en 1301 ; Longercourt en 1507 ; Liercourt en 1564 ; Liheracourt en 1710 ; Lihercour en 1761 ; Laercourt en 1787 ; Liercourt-Duncq en 1851.
Les appellations en -court concernent le plus souvent des hameaux ou de petits villages. L'appellatif toponymique -court (> français moderne cour) est issu du gallo-roman CŌRTE qui signifie « cour de ferme, ferme ». Cet appellatif est généralement précédé d'un nom de personne germanique. Ces formations toponymiques datent du Moyen Âge. Cette façon de nommer les lieux serait liée à l'apport germanique du VIe siècle,. En effet, les toponymes en -court typiques de l'extrême nord et nord-est de la France sont calqués sur les noms de lieux en -hof, -hov, -hoffen, -hoven « cour de ferme, ferme » des pays de langue germanique (Flandres, Alsace-Lorraine, Pays-Bas, Allemagne), ainsi aux Béthencourt, Bétancourt, etc. correspondent Bettenhof, Bettenhoffen, Bettenhoven, etc.

## Histoire
L'époque romaine garde bien des traces dans le village. En effet, un camp romain de plus de 46 ha a été localisé sur la côte de Liercourt. Il aurait pu renfermer quatre légions comprenant cavalerie, infanterie et équipages.
Dans le bois de Duncq, un camp prétorien qu'on attribue à Jules César a fourni des fragments d'armure et une médaille de Marc Aurèle. On pense que ce camp date de la huitième et dernière campagne de la guerre des Gaules.

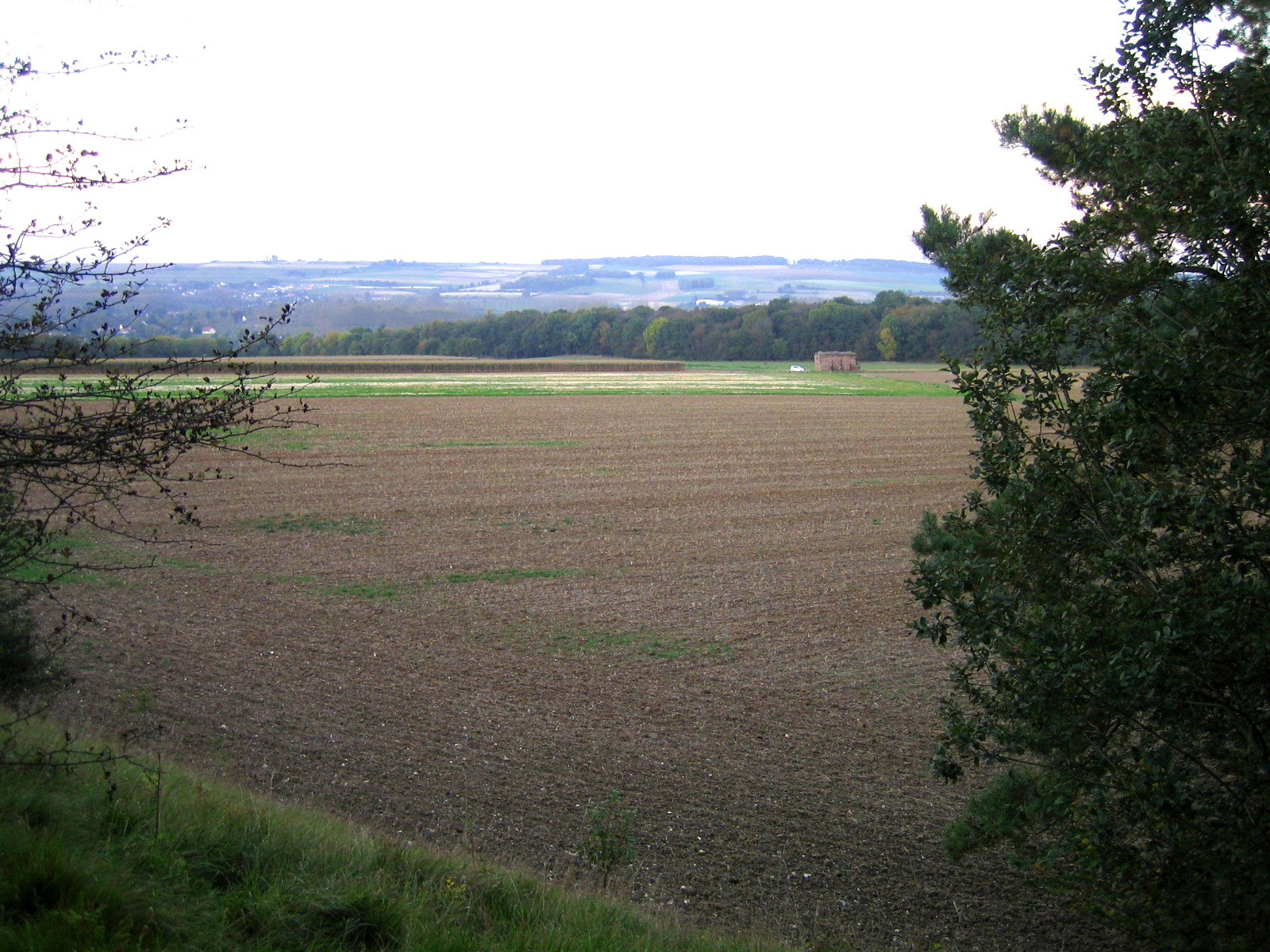
Le terre-plein de l'oppidum avec vue sur la vallée.
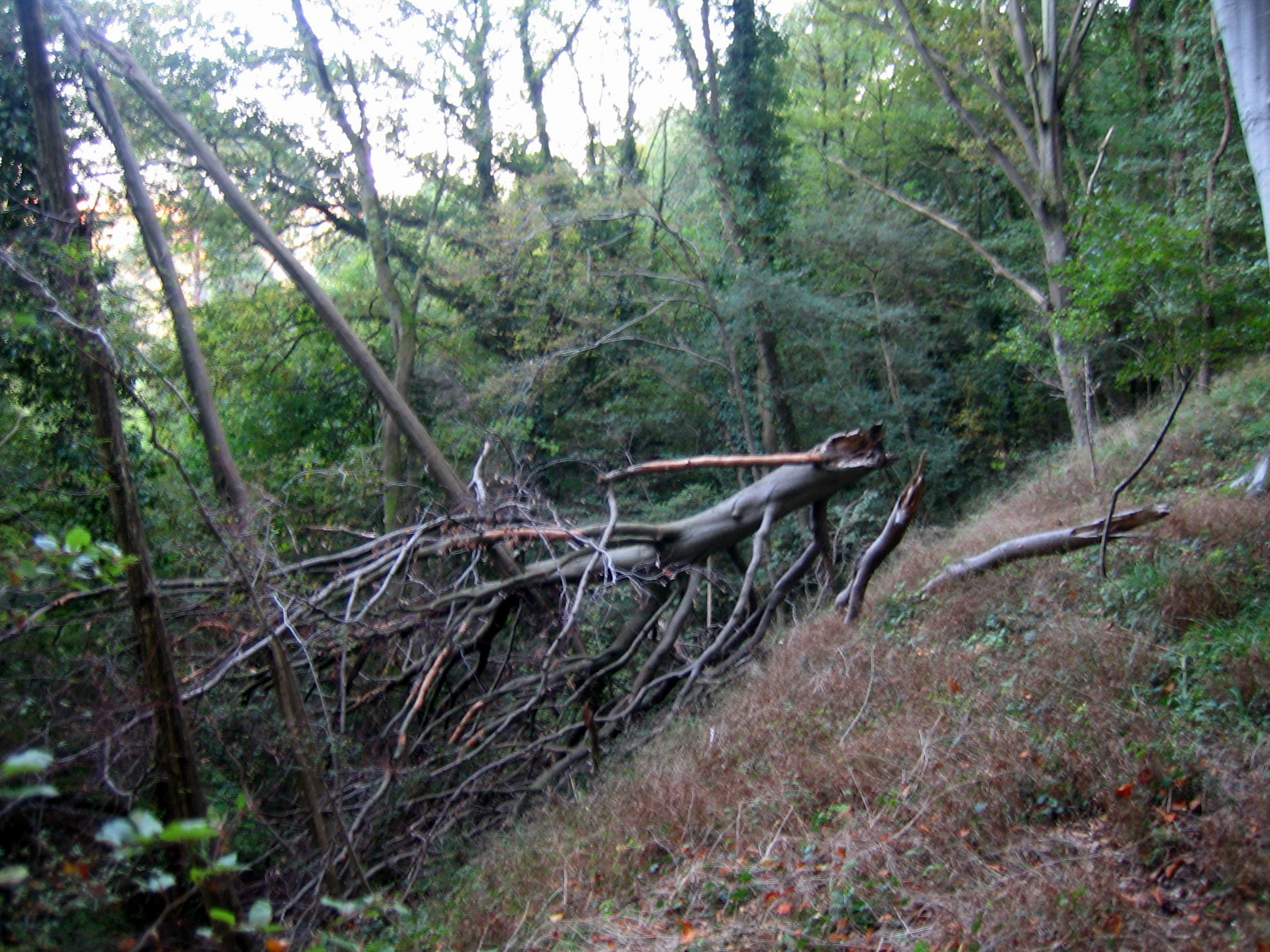
Talus de l'oppidum.

## Politique et administration
| Période                                  | Période                       | Identité         | Étiquette | Qualité                                                                              |
| ---------------------------------------- | ----------------------------- | ---------------- | --------- | ------------------------------------------------------------------------------------ |
| Les données manquantes sont à compléter. |                               |                  |           |                                                                                      |
|                                          |                               | Paul Sueur       |           | Agriculteur                                                                          |
|                                          |                               | André Sueur      |           | Agriculteur                                                                          |
| Les données manquantes sont à compléter. |                               |                  |           |                                                                                      |
| mars 2001                                | avril 2014                    | Régis Bilhaut    |           |                                                                                      |
| avril 2014                               | En cours (au 23 juillet 2020) | Philippe Walrave |           | Vice-président de la CA de la Baie de Somme (2020 → ) Réélu pour le mandat 2020-2026 |

## Population et société

### Démographie
L'évolution du nombre d'habitants est connue à travers les recensements de la population effectués dans la commune depuis 1793. Pour les communes de moins de 10 000 habitants, une enquête de recensement portant sur toute la population est réalisée tous les cinq ans, les populations de référence des années intermédiaires étant quant à elles estimées par interpolation ou extrapolation. Pour la commune, le premier recensement exhaustif entrant dans le cadre du nouveau dispositif a été réalisé en 2006.

En 2022, la commune comptait 332 habitants, en évolution de −6,74 % par rapport à 2016 (Somme : −1,26 %, France hors Mayotte : +2,11 %).
| 1793 | 1800 | 1806 | 1821 | 1831 | 1836 | 1841 | 1846 | 1851 |
| ---- | ---- | ---- | ---- | ---- | ---- | ---- | ---- | ---- |
| 254  | 309  | 330  | 367  | 363  | 400  | 444  | 459  | 471  |

| 1856 | 1861 | 1866 | 1872 | 1876 | 1881 | 1886 | 1891 | 1896 |
| ---- | ---- | ---- | ---- | ---- | ---- | ---- | ---- | ---- |
| 466  | 463  | 487  | 481  | 461  | 428  | 392  | 345  | 363  |

| 1901 | 1906 | 1911 | 1921 | 1926 | 1931 | 1936 | 1946 | 1954 |
| ---- | ---- | ---- | ---- | ---- | ---- | ---- | ---- | ---- |
| 329  | 375  | 376  | 348  | 329  | 319  | 341  | 348  | 353  |

| 1962 | 1968 | 1975 | 1982 | 1990 | 1999 | 2006 | 2011 | 2016 |
| ---- | ---- | ---- | ---- | ---- | ---- | ---- | ---- | ---- |
| 304  | 290  | 289  | 332  | 289  | 320  | 357  | 346  | 356  |

| 2021 | 2022 | - | - | - | - | - | - | - |
| ---- | ---- | - | - | - | - | - | - | - |
| 345  | 332  | - | - | - | - | - | - | - |

### Enseignement
L'école locale est fermée depuis 2012. Le village est associé à ceux de Fontaine et Érondelle au sein d'un regroupement pédagogique intercommunal. La cantine est située à Fontaine.

## Culture locale et patrimoine

### Lieux et monuments
- Oppidum, ou « Camp César », situé également sur le territoire de la commune d'Érondelle.

- Église Saint-Riquier.

- Ruines du château.
- Monument aux morts[28].

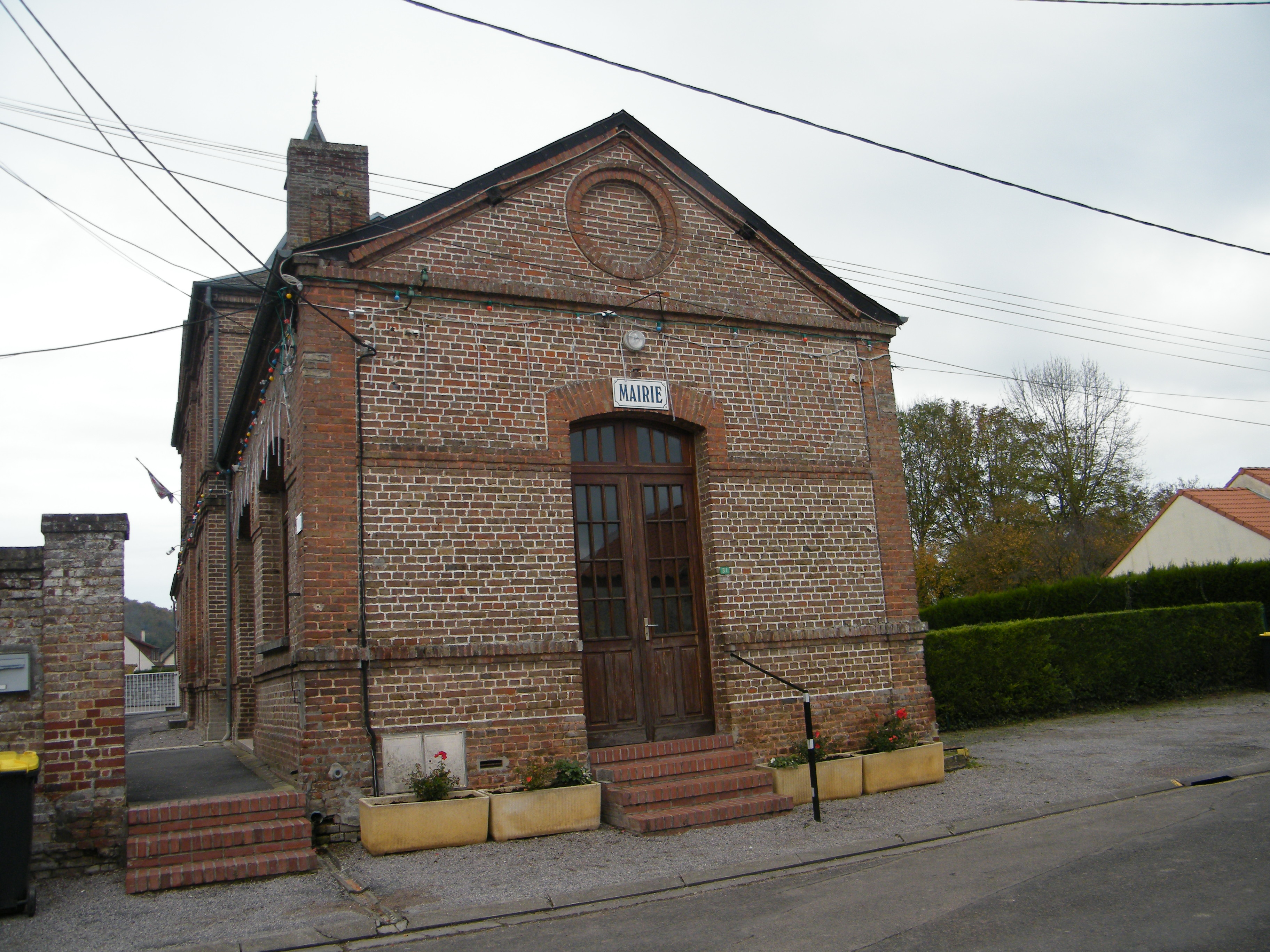
Accès mairie.
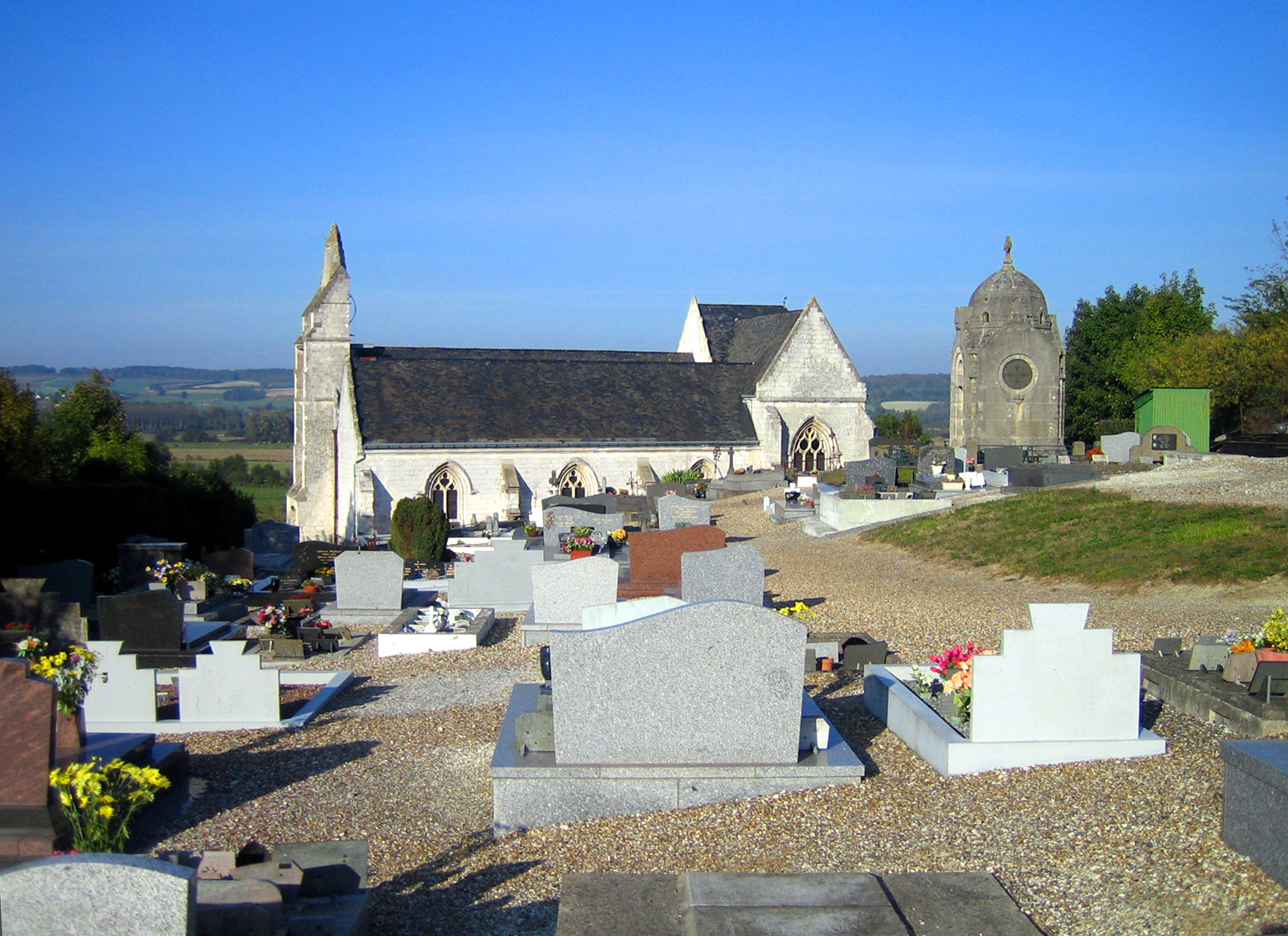
L'église et le cimetière
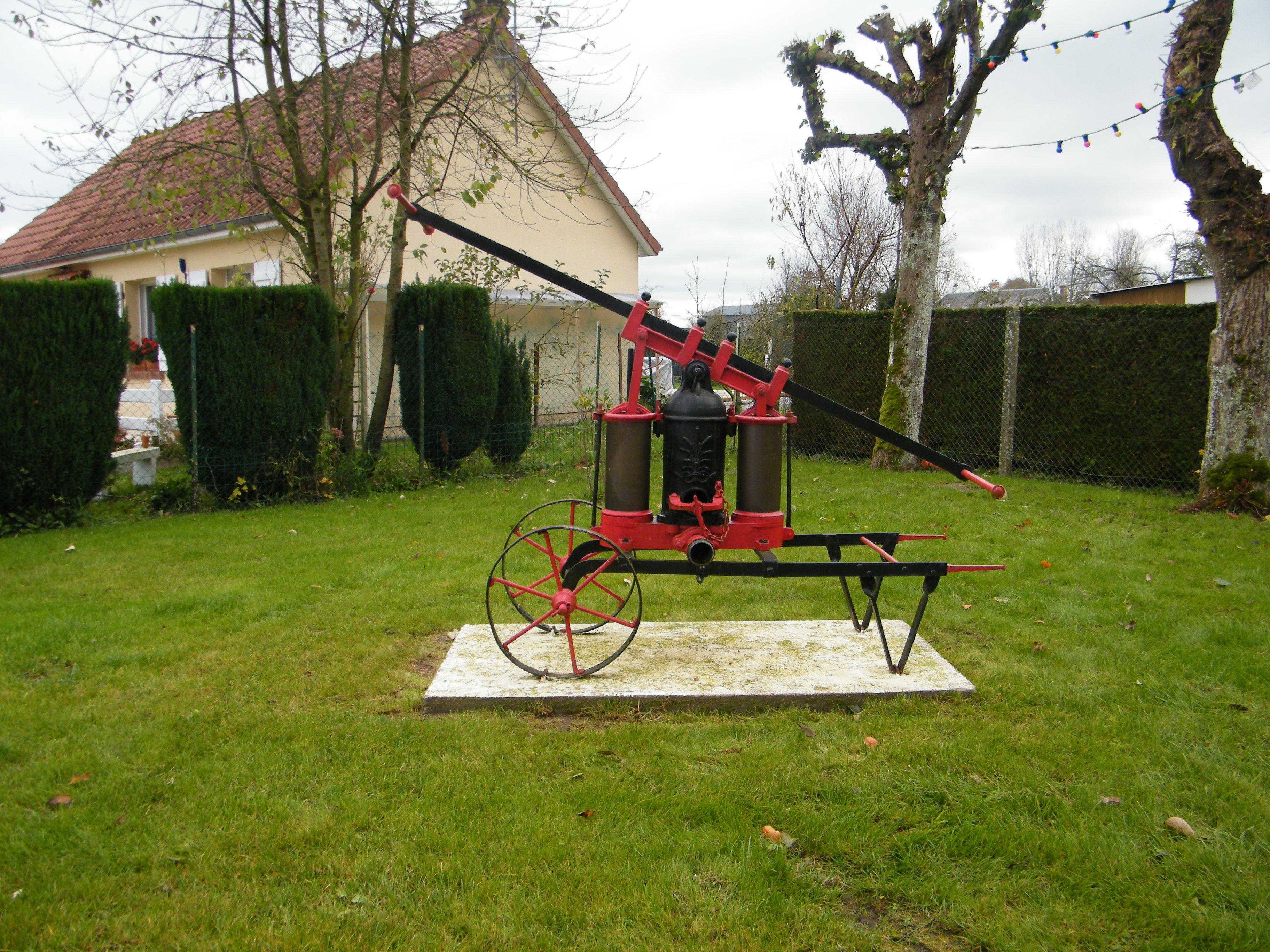
Pompe incendie ancienne.
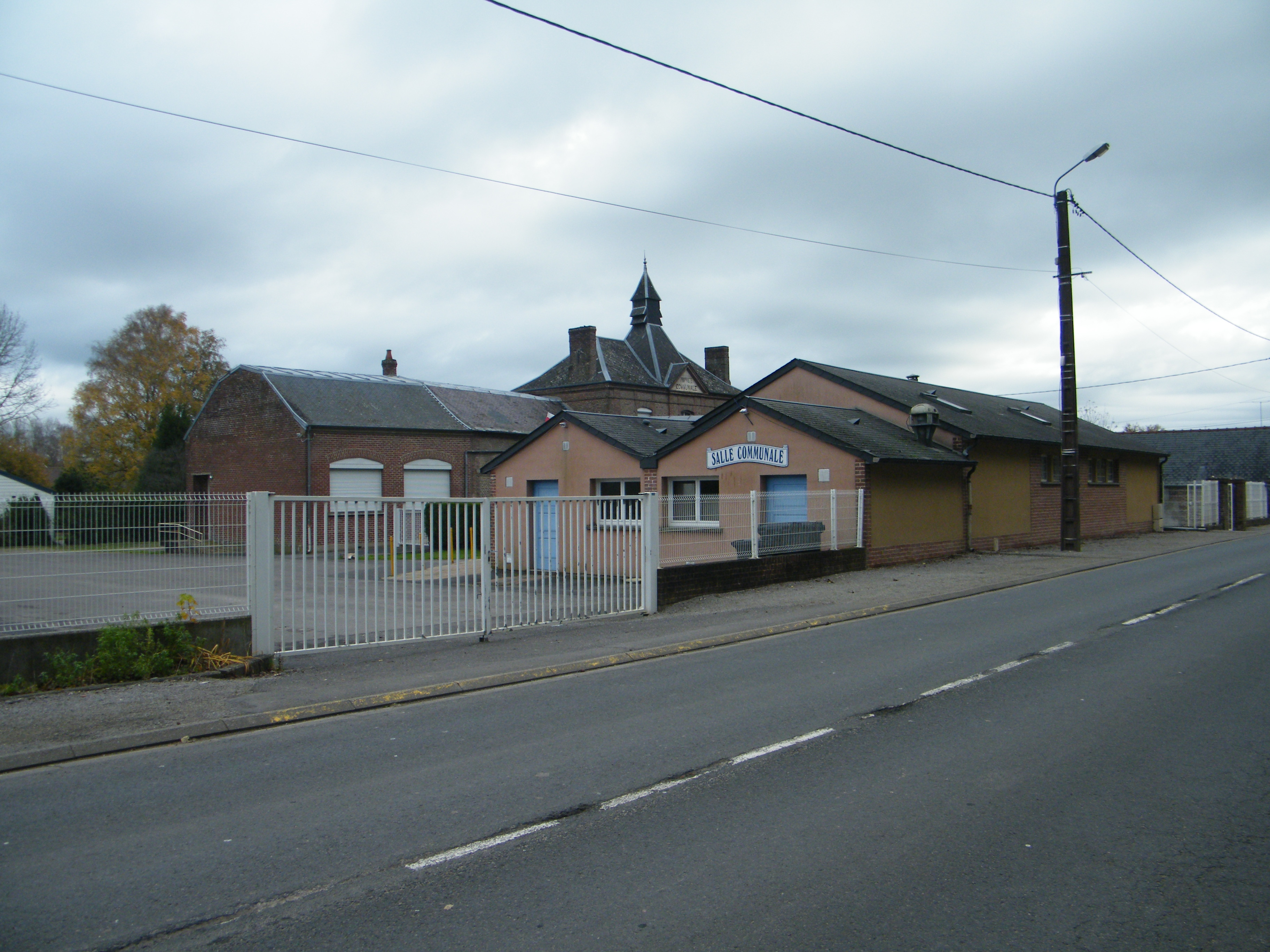
Salle communale.
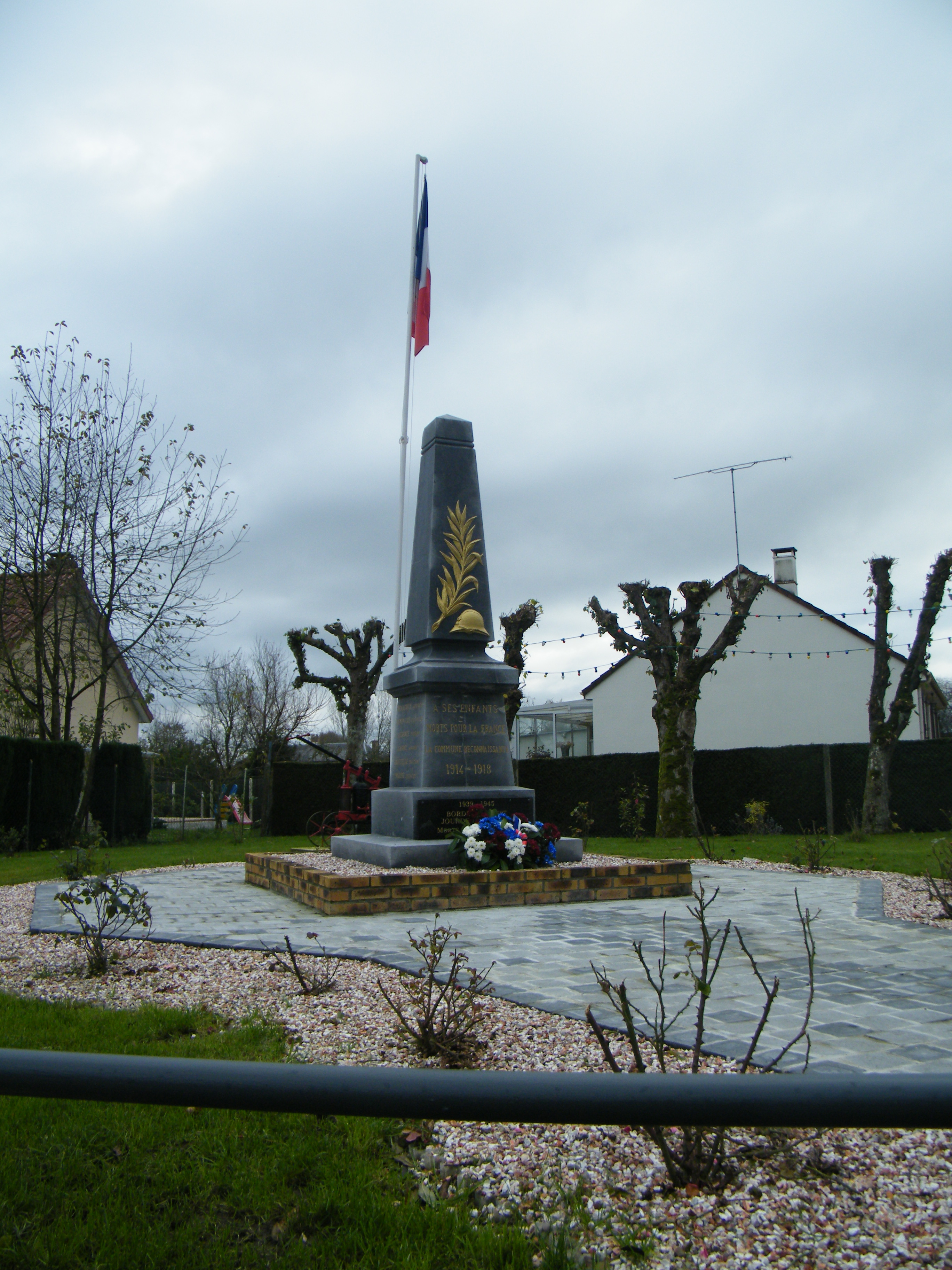
Le monument aux morts.

### Personnalités liées à la commune
- François Sueur, né à Liercourt, petit-fils et arrière-petit-fils d'anciens maires de la commune, ornithologue picard auteur de plusieurs ouvrages.

### Héraldique
| Blason de Liercourt | Blason  | De gueules à trois fleurs de lis d'or.           |
| Blason de Liercourt | Détails | Le statut officiel du blason reste à déterminer. |